# Част (роман)
Част (енгл. Honour), награђиване турске књижевнице Елиф Шафак, је њен девети роман по реду, а четврти који је написан на енглеском језику. Роман се бави судбинским приказима турске, односно курдске мањинске заједнице у временима нестабилности и пораста расизма у Великој Британији седамдесетих година 20. века, са посебним акцентом на убиство из части - убиства од стране члана породице или чланова из исте друштвене заједнице због уверења да је жртва нанела срамоту породици или заједници. За овај роман, Елиф Шафак је номинована за Мен Азија књижевну награду, 2012. године - награду која се додељује једном годишње за најбољи роман азијског аутора на енглеском језику или преведен на енглески језик и објављен у претходној години, као и 2013. године за Женску награду за фикцију. Турско издање овог дела носи име по главном лику - Искандеру. 

## Ток романа
Роман почиње у садашњости, представљањем генеалошког стабла породице, ради лакшег сналажења у међусобним родбинским везама унутар широке курдске породице. Слично као и у другим романима Елиф Шафак, сам роман је подељен по целинама сличним странама у дневнику, што упућује на веома широку временску и географску разноликост кроз коју се протиче нарација дела. На почетку дела упознајемо главног антијунака Искандера који излази из затвора 1992. године, након 14 година проведених у истом, због убиства, а једино ће га сачекати сестра, која живи са мужем и децом у Лондону, где се главни део романа и одвија.
Наредно поглавље нас враћа у Турску, 1946. године, на само рођење Искандерове мајке, Пембе и њене сестре Џемиле. Ту се сусрећемо са симболиком рођења и рађања близанаца и специфичности курдске сеоске, скоро магијске културе у околностима изолованости и патријархално-религијском животу заједнице. Уз мотив рађања, увек се придаје и чин надевања имена рођеној деци, чин који је врло значајан у свим делима Елиф Шафак. Даља поглавља књиге нам дају нарацију ликова и њихових судбина, све док се не уклопе у коначну слику. Читав роман је написан у трећем лицу, сем делова где је главни наратив приче Искандер, када је он у првом лицу.
Судбина породице Топрак се од почетка се види несклад између родитеља - Адема и Пембе, као и унутрашњи сукоби њихове деце, и који су имали и посве различите реакције на догађаје које ће следити. 
Концептом круга, Шафакова нас враћа на сам почетак приче, односно на сам злочин који се десио. Разним уплитима, ауторка је спрела причу о околностима које су довеле до тог чина, али не директно, већ уводећи нелинеарну нарацију и технику флешбекова. 
У претпоследњем поглављу романа уноси се први пут и наративно прво лице Есме као наратора у којем се и закључује цела прича о тајни породице о којој нико није смео да прича до последњег момента. 

## Ликови
Роман доноси параду ликова, што главних, што споредних, који доносе укупној атмосфери и нарацији овог романа.
Искендер - Антијунак романа, најстарије дете Адема и Пембре, кроз који се може посматрати општи сукоб наративног и мултиетничког друштва једне заједнице у потпуно другачијем нормативу као што је Велика Британија седамдесетих година 20. века. Искендерова прича је доследно кроз цело дело исказана у првом лицу, од момента његовог сунећења до самог изласка из затвора. Кроз, наочито, неповезане радње, могу се увидети све фазе његовог развоја личности и сви утицаји патријархалног схватања уске заједнице као што је курдска, а кроз директно супростављање двеју култура у којем се нашао. Због јачања расистичког односа према његовој заједници, у њему надвладава припадност изузетно патријархалном систему, којег ће протумачити кроз погрешне кораке и извршити нехотице убиство сопствене тетке. У затвору, током .четрнаест година робије, долази до његовог главног развоја личности, у којем ће коначно привести крају свој наратив кривице и признања истог, али ће тај систем бити нарушен сазнањима да није убио своју мајку,него управо тетку, и да је био, за добро читаве заједнице, заваран до самог пуштања са слободе. 
Есма- средње дете Адема и Пембре, која ће остати вечно између две ватре својих поларизованих родитеља и судбина, као и култура у којима одраста. Остаће и доследна својим обећањима и заклетвама до самог краја, и неће одбацивати никога из своје породице, осећајући вековну потребу свог порекла да тајне породице и њихове судбине морају остати у оквирима четири зида исте. 
Јунус - најмлађе од три детета Адема и Пембре је једино њихово дете које је у потпуности одрасло у складу са британском културом времена у којој је и живео од рођења и има потпуно другачије погледе на свет за разлику од својег старијег брата. Од малих ногу окренут ка музици и панку, и андреграунд свету комуне присталица радикалних идеја, где и упознаје своју прву љубав - Тобико. Приказан је као сањалица, филозоф и пацифиста. Ипак, у моменту је и главни протагониста, и његова одлука да посети свог старијег брата у затвору и саопшти му истину о томе кога је Искендер заиста убио, сматра се прекретницом читавог романа.
Пембре - Мајка Искандера, Есме и Јунуса, супруга Адема је курдског порекла, која је рођена у седмој трудноћи, заједно са својом сестром Џемилом, као седмо женско дете у породици, на велику жалост њене мајке, чија ће је сена пратити цео живот. Због одрастања у окружењу коју је није са радошћу прихватио, због тога што је женско и што је њен отац хтео да се она школује, у себе је унела мноштво сујеверних особина, којих се није могла решити ни приликом преласка у Велику Британију. Њено полако ослобађање од мајчине судбине и генерално ослобађање од наметнуте јој судбине и несрећног брака, као и патријархалности окружења, доводи је до тога да ступи у везу са Грком Елиасом, који је себе сматрао космополитом, и који је имао мноштво стрпљења за Пембре која је тек тада почела са својим животом и пронашла се у ситуацији да први пут истински неког воли. Ипак, након убиства своје сестре, решила је да замени њено место у курдској заједници из којег су потекле и тиме употпуни своју судбину жене. 
Џемила - Сестра близнакиња Пембре, колико год њој физички иста, од малих ногу је била карактерно различита. Остала је у заједници као неудата девица бабица, помагајући заједници приликом доношења на свет новорођенчади, као света личност, скоро недодирљива и магична. Судбински је то себи и сама одредила, због једне несрећне заљубљености наводног губитка части од стране рођака, а тиме је хтела и да сачува то мало части породице којој припада. Ипак, до самог краја је остала у вези са својом сестром и осећала сваку њену емоцију и то ју је на крају и довело до Лондона где ће и умрети од стране свог сестрића и званично на себе принети читаву ултимативну жртву своје породице. 
Адем - Пембеов муж, глава породице, која их је, трбухом за крухом и довео у Велику Британију. Иако заљубљен у Џемилу, није могао да се ожени са њом због њеног наводног губитка части, па се оженио њеном сестром близнакињом. Упркос томе што су имали заједничку децу, између њих двоје никада није постојала права љубав, и често се наглашавала та њихова константна несугласица. Одаје се коцки и алкохолу и на крају напушта своју породицу како би био са проститутком Роксаном из бара у који је често посећивао. Упркос знању шта је исправно за њега, када га је Роксана напустила да би отишла у Абу Даби са другим човеком, и он је отишао за њом, у потпуности напуштајући и идеју да поново буде глава породице  и ту улогу препуштајући свом најстаријем сину, што ће довести и до трагичног момента. У Абу Дабију достиже свој највећи понор и пад, схватајући да је доживео судбину своје мајке и извршава самоубиство. 

## Мотиви у роману Част
Кроз роман Част се преплићу сем културолошких мотива курдске заједнице у њеној постојбини, њихових обичаја и симболике, преплићемо и модерне теме феминизма, анархистичког покрета, али и радикалне деснице у Великој Британији седамдесетих година двадесетог века. Ослобађање жене из строгог исламског патријархата, одвајање од породице, рушење табуа, све су теме обухваћене кроз судбине и односе датих ликова, али и њихово несналажење у датим околностима, па и често одбијање промена сопственог "Ја" или вредности којима су научене. Поред неприхватања промена, имамо и могућност да увидимо и ту супротност потпуне промене личности у задатим околностима, ради покушаја да се оствари неко боље сутра. Ипак, главни мотив јесте судбина, кроз коју сви ликови су резултат судбина својих предака и да једноставно се не може остварити будуће без угледања и прихватања прошлог. 